# Lidija Ginzburg
Lidija Jakovlevna Ginzburg, född 18 mars 1902 i Odessa, död 17 juli 1990 i Leningrad, var en rysk litteraturhistoriker och författare.  Ginzburg var under större delen av sitt liv verksam i Leningrad och genomlevde under andra världskriget belägringen av Leningrad. Många av hennes texter kom inte i tryck förrän under glasnost på 1980-talet och hon erhöll då fullständigt erkännande av sitt författarskap.
Lidija Ginzburg var elev till författaren och kritikern Jurij Tynjanov och tillhörde en generation av ryska formalister och semiotiker som uppmärksammades i hemlandet och i väst för sina kulturhistoriska undersökningar.
Sina tidigare arbeten ägnade hon åt författare som Aleksandr Pusjkin, Marcel Proust och Lev Tolstoj, och liksom sin lärare Tynjanov intresserade hon sig framför allt för texter som befinner sig på gränsen mellan den litterära och den rent dokumentära genren; brev, dagböcker, memoarer och liknande.
Från och med första publikationen 1926 skrev Ginzburg en rad böcker och artiklar med teoretisk inriktning, och under 1980-talet kom även essäer, minnesanteckningar och prosastycken i tryck. 
Mycket av detta är material från mitten av 1920-talet och framåt som hon av politiska, och kanske även personliga, skäl inte kunnat publicera tidigare. I boken Litteraturen på spaning efter verkligheten (Literatura v poiskach realnosti) kom hennes mer litterära prosa för första gången ut i bokform och fick då dela utrymme med texter av mer teoretisk karaktär. Dock rönte den självbiografiska prosan störst uppmärksamhet.
Anteckningar från belägringen (Zapiski blokadnogo tjeloveka) utgiven 1987, skrevs huvudsakligen under 1942 och baseras på författarens egna anteckningar under andra världskriget då Leningrad under 900 dagar var belägrat av den tyska armén.

## Publicerat
- Litteraturen på spaning efter verkligheten (Literatura v poiskach realnosti) publ. 1987.
- Anteckningar från belägringen (Zapiski blokadnogo tjeloveka), publ. 1987, översättning: Karin Grelz, Kristianstad: Umbra solis, 1999. ISBN 91-88236-07-2
- Människan vid skrivbordet (Tjelovek za pismennym stolom) publ. 1989.